# Sangalopsis caullama
Sangalopsis caullama là một loài bướm đêm trong họ Geometridae.